# Páty, Pesta
Páty  este un sat în districtul Budakesz, județul Pesta, Ungaria, având o populație de 6.624 de locuitori (2011). 

## Demografie
Componența etnică a satului Páty
     Maghiari (93,04%)
     Germani (2,35%)
     Romi (2,04%)
     Necunoscut (1,45%)
     Alții (1,11%)
Componența confesională a satului Páty
     Romano-catolici (32,67%)
     Reformați (23,29%)
     Fără religie (17,04%)
     Atei (2,11%)
     Greco-catolici (1,27%)
     Luterani (1,06%)
     Necunoscută (22,27%)
     Alte religii (2,7%)
Conform recensământului din 2011, satul Páty avea 6.624 de locuitori. Din punct de vedere etnic, majoritatea locuitorilor (93,04%) erau maghiari, existând și minorități de germani (2,35%) și romi (2,04%). Apartenența etnică nu este cunoscută în cazul a 1,45% din locuitori. Nu există o religie majoritară, locuitorii fiind romano-catolici (32,67%), reformați (23,29%), persoane fără religie (17,04%), atei (2,11%), greco-catolici (1,27%) și luterani (1,06%). Pentru 22,27% din locuitori nu este cunoscută apartenența confesională.